# Soyouz 34
Soyouz 34 est une mission spatiale soviétique qui s'est déroulée entre juin et août 1979.

## Équipage
Les nombres entre parenthèses indiquent le nombre de vols spatiaux effectués par chaque individu jusqu'à cette mission incluse.
Décollage :
- à vide.

Atterrissage :
- Vladimir Liakhov (1)
- Valery Ryumin (2)

## Paramètres de la mission
- Masse : n.c. kg
- Périgée : 199 km
- Apogée : 271.5 km
- Inclinaison : 51.62°
- Période : 88.91 minutes

## Points importants
Retour par cette « navette » de l'équipage ayant amené Soyouz 32 après les incidents d'amarrage de Soyouz 33.